# Арзунян Айрон Степанович
Айрон Степанович Арзунян (4 червня 1909, Одеса — ?) — радянський інженер-винахідник, спеціаліст з теплотехніки, визначний діяч нафтогазової промисловості СРСР.

## Біографія
Народився в Одесі у 1909 році. Його батьки були вірменськими біженцями з Туреччини. У 1935 році закінчив Одеський політехнічний інститут, у 1955 році — Академію нафтової промисловості у Москві.
У 1935 році як інженер-теплотехнік брав участь в реконструкції котельної Одеського заводу металоконструкцій імені Ф. Дзержинського. Був членом двох одеських драматичних театрів — українського, потім російського.
Під час Німецько-радянської війни і в роки після війни як головний інженер БМУ брав участь у будівництві бензопроводу до блокадного Ленінграду, трубопроводів «Саратов — Москва», «Дашава — Київ», «Рені — Плоєшті». Будував нафтобази і крекінг-заводи у Камбарці, Увеку, Вапнярці, Рені, Одесі, Херсоні та ін. Брав участь у реконструкції будинку Верховної Ради УРСР в Києві і залізничного вокзалу в Одесі.
Займався винахідницькою діяльністю. Серед винаходів — резервуар з «безмоментною» покрівлею для зберігання нафтопродуктів (1952), що давав найбільшу економію металу. В спеціальну літературу він увійшов під назвою «Резервуар Арзуняна». В СРСР було побудовано декілька таких резервуарів. В Китаї ця конструкція була прийнята типовою і таких резервуарів було побудовано сотні.
Останні три десятиліття життя викладав в Одеському технікумі газової і нафтової промисловості, обіймав посаду заступника директора з навчально-виховної роботи.

## Книги
- «Резервуары с безмоментной кровлей для хранения нефти и нефтепродуктов». — М., ЦНИИИТЭнефть, 1956 (рос.)
- «Учебное пособие для дипломного проектирования в техникумах» (совместно с А. В. Громовым и И. И. Матецким). — М. Недра, 1972 (рос.)
- «Расчеты магистральных нефтегазопроводов и нефтебаз». — М., Недра, 1979 (рос.)
- «Сооружение нефтегазохранилищ» (совместно с В. А. Афанасьевым и А. Д. Прохоровым). — М. Недра 1986 (рос.)